# Ruben Sanchez Leon
Ruben Sanchez Leon (* 21. August 1973 in Mexicali, Mexiko) ist ein ehemaliger mexikanischer Boxer im Fliegengewicht.

## Profikarriere
Im Jahre 1992 begann er seine Profikarriere. Am 14. August 1998 boxte er gegen Carlos Gabriel Salazar um die WBO-Weltmeisterschaft und gewann durch technischen K. o. in Runde 8. Diesen Gürtel verlor er allerdings bereits in seiner zweiten Titelverteidigung im April des darauffolgenden Jahres an José López Bueno durch Knockout.
Im Jahre 2013 beendete er seine Karriere.